# Now Is the Time
 (décembre 2020).
Si vous disposez d'ouvrages ou d'articles de référence ou si vous connaissez des sites web de qualité traitant du thème abordé ici, merci de compléter l'article en donnant les références utiles à sa vérifiabilité et en les liant à la section « Notes et références ».
Albums de Alanis Morissette
Alanis Jagged Little Pill
Now Is the Time est le 2e album d'Alanis Morissette, publié par MCA et sorti seulement au Canada, en août 1992.

## Titres
Pistes de l'album par Alanis Morissette, Leslie Howe et Serge Côté :
1. "Real World" – 4:57
2. "An Emotion Away" – 4:14
3. "Rain" – 3:52
4. "The Time of Your Life" – 4:45
5. "No Apologies" – 5:02
6. "Can't Deny" – 3:55
7. "When We Meet Again" – 4:10
8. "Give What You Got" – 4:56
9. "(Change Is) Never a Waste of Time" – 4:40
10. "Big Bad Love" – 4:14

## Singles
- 1992 : An Emotion Away
- 1993 : No Apologies

## Crédits
- Alanis Morissette: Chants
- Serge Côté: Claviers
- Leslie "Bud" Howe: Guitare,